# Ambystoma bishopi
Espèce
Synonymes
- Ambystoma cingulatum bishopi Goin, 1950

Statut de conservation UICN

 VU A2c : Vulnérable
Ambystoma bishopi est une espèce d'urodèles de la famille des Ambystomatidae.

## Répartition
Cette espèce est endémique du Sud-Est des États-Unis. Elle se rencontre :
- dans le nord-ouest de la Floride ;
- dans le sud-ouest de la Géorgie ;
- dans l'extrême Sud-Est de l'Alabama.

## Description
Les mâles mesurent de 40,5 à 47,1 mm et les femelles de 41,1 à 52,2 mm.

## Publication originale
- Goin, 1950 : A study of the salamander, Ambystoma cingulatum, with the description of a new subspecies. Annals of the Carnegie Museum, Pittsburgh, vol. 31, p. 299-321.